# (2513) Baetslé
(2513) Baetslé ist ein Asteroid des Hauptgürtels, der am 19. September 1950 vom belgischen Astronomen Sylvain Julien Victor Arend in Ukkel entdeckt wurde.
Benannt wurde der Asteroid nach dem Astronomen Paul-Louis Baetslé.